# 鳳飛颺
鳳飛颺（1957年10月15日—2006年12月12日），本名林鴻棠（Kempis Lim），台灣桃園大溪人，為歌星鳳飛飛的胞弟。已婚，育有一子。

## 經歷
鳳飛颺早年追隨鳳飛飛進入演藝圈。1983年10月25日，在鳳飛飛主持的中國電視公司台灣光復節特別節目《鳳懷鄉土情（二）》中，鳳飛飛與鳳飛颺飾演一對情侶，是鳳飛颺首度露面。1984年，鳳飛颺推出首張音樂專輯《你我手牽手》。
1988年後，鳳飛颺逐漸淡出演藝圈，轉做禮品生意失敗。鳳飛飛與趙宏琦結婚之後，鳳飛飛帶鳳飛颺去香港向趙宏琦學習經營，但是鳳飛颺適應不良而返回台灣。鳳飛颺回到台灣之後，開計程車維生，姊弟之間的親情依舊良好。2005年，鳳飛飛演唱會，是鳳飛颺最後一次出現在公開場合。
2006年12月初，鳳飛颺手術過後返家休養，持續昏睡未醒，被家人立即送往馬偕紀念醫院台北院區急救。2006年12月12日，鳳飛颺因腮腺癌併發猛爆性肝炎，經換血搶救無效，病逝於馬偕紀念醫院台北院區，享年49歲，當時其獨子12歲。2006年12月23日，鳳飛颺的家人在臺北市第二殯儀館舉辦鳳飛颺告別式。

## 唱片作品
- 《不說話的愛情》：1984年北聯唱片發行。
- 《豆芽夢》：1984年，北聯唱片發行。
- 《鳳飛颺專輯第二集》：1985年，北聯唱片發行。
- 《你我手牽手》：198X年，華倫有限公司發行，製作人是陳彼得。

## 主持作品

### 中國電視公司
- 《又見彩虹》：1984年，和鳳飛飛主持。
- 《鳳懷鄉土情》：1984年，和鳳飛飛主持。
- 《四海同心》：1985年，和鳳飛飛主持。

## 電影作品
- 《六祖惠能傳》
- 《豆芽夢》（與楊林主演）
- 《國父傳》（與陳凱倫主演）
- 《失蹤人口》
- 《情與法》